# Brioude
Brioude là một xã trong tỉnh Haute-Loire, thuộc vùng hành chính Auvergne-Rhône-Alpes của nước Pháp, có dân số là 6.820 người (thời điểm 1999). Xã nằm khoảng 70 km về phía nam của Clermont-Ferrand.

## Nhân khẩu học
| 1962  | 1968  | 1975  | 1982  | 1990  | 1999  |
| ----- | ----- | ----- | ----- | ----- | ----- |
| 6.184 | 7.195 | 7.773 | 7.483 | 7.285 | 6.820 |